# Xanthium saccharatum
Xanthium saccharatum is een soort uit het geslacht stekelnoot (Xanthium).

## Determinatie
Xanthium saccharatum is een eenjarige plant en bereikt een hoogte van 0,2–1,5 m.

## Ecologie
Xanthium saccharatum is een pioniersoort die voorkomt op eutrofe, ruderale bodems in het volle zonlicht.

## Verspreiding
Het natuurlijke verspreidingsgebied van Xanthium saccharatum strekt zich uit over Colombia, Midden-Amerika en de Verenigde Staten. In grote delen van Europa is zij ingeburgerd of inburgerend.